# A Good Feelin’ to Know
A Good Feelin’ to Know — пятый студийный альбом американской кантри-рок-группы Poco, выпущенный 25 октября 1972 года на Epic Records.
Две песни из альбома были выпущены в качестве синглов: одноимённая альбому «A Good Feelin' to Know», написанная Фьюреем и ставшая самой узнаваемой песней Poco из их раннего творчества, би-сайдом к которой стала песня Коттона «Early Times»; а также кавер-версия песни «Go and Say Goodbye», в оригинале вышедшая на первом альбоме Buffalo Springfield, би-сайдом к ней стала написанная Шмитом «I Can See Everything».
Альбом достиг 69 позиции в чарте Billboard 200, но продавался всё равно не так хорошо, как ожидалось, что весьма обескуражило Фьюрея.

## Список композиций
1. «And Settlin' Down» (Ричи Фьюрей) — 3:41
2. «Ride the Country» (Пол Коттон) — 6:25
3. «I Can See Everything» (Тимоти Би Шмит) — 3:32
4. «Go and Say Goodbye» (Стивен Стиллз) — 2:46
5. «Keeper of the Fire» (Коттон) — 4:20
6. «Early Times» (Коттон) — 3:53
7. «A Good Feelin' to Know» (Фьюрей) — 5:15
8. «Restrain» (Шмит) — 6:21
9. «Sweet Lovin'» (Фьюрей) — 6:23

## Участники записи
- Пол Коттон — гитара, вокал
- Ричи Фьюрей — гитара, вокал
- Расти Янг — стил-гитара, гитара, вокал
- Тимоти Би Шмит — бас-гитара, вокал
- Джордж Грантман — ударные, вокал
- Барри Фласт — фортепиано
- Джек Ричардсон — продюсер
- Джим Мэйсон — продюсер
- Чарли Брагг — инженер
- Лэйси О’Нил — инженер
- Рой Сигал — инженер